# José María Linares (militar)
José María Linares (San Juan, c. 1825 - Cuesta de Miranda, 16 de junio de 1867), militar argentino, que participó en las guerras civiles argentinas.

## Biografía
Era de educación muy limitada; se incorporó joven al ejército de su provincia, e hizo la carrera militar sin tener ocasión de luchar en muchos años. Se convirtió en un oficial de campamento, al cual lo que más le molestaba era el desorden. Sus enemigos lo catalogarían más tarde como borracho y violento.
Participó en las revueltas de los últimos años del gobierno de Nazario Benavídez, y dejó la provincia cuando este fue asesinado. Pasó a La Rioja, donde prestó servicios a órdenes del gobernador Manuel Vicente Bustos. En esa época entró en conflictos con el general Ángel Vicente Peñaloza, que era quien había llevado al poder a Bustos; y de cuya influencia Bustos quería independizarse.
El gobernador Domingo Antonio Villafañe, sucesor de Bustos y aliado del Estado de Buenos Aires, lo elevó al gado de teniente coronel. Después de la batalla de Pavón y de la invasión de Cuyo por las tropas porteñas, el comandante de armas de La Rioja, Peñaloza, se trasladó a la provincia de Tucumán, a intentar pacificarla; fue derrotado, por lo que Villafañe decidió desautorizarlo: nombró comandante de milicias de la provincia al coronel Linares.
A órdenes de los coroneles Ignacio Rivas y Ambrosio Sandes participó en la campaña de 1862 contra Peñaloza, participando en varias batallas y uniéndose a la sangrienta represión de los federales.
También participó en la campaña de 1863, durante la cual fue puesto al mando del departamento militar de Famatina. La población de la región lo temía y lo odiaba, por la crueldad y la arbitrariedad de que hacía gala.
En 1865 el gobernador Julio Campos lo nombró encargado de enrolar a la fuerza a los gauchos que habían combatido con Peñaloza, para enviarlos a la Guerra del Paraguay. Sus métodos violentos y arbitrarios causaron la deserción en masa del contingente, que se unieron a las fuerzas montoneras de Aurelio Zalazar. Secundó a Campos en la persecución de la montonera, venciéndola cerca de la capital provincial, en el combate de Pango. Torturó y asesinó a muchos de los prisioneros, y poco después capturó a Zalazar, que sería ejecutado tras un juicio.
Fue comandante de policía de la provincia, durante la guerra civil comenzada a fines de 1866, con la Revolución de los Colorados. Cuando Felipe Varela invadió la provincia desde Chile lo enfrentó en el combate de Nacimientos, pero la mayor parte de sus hombres se pasó de bando y fue derrotado. Huyó a La Rioja, pero debió evacuar la ciudad poco después, ante el avance de Varela. No participó en la crucial batalla de Pozo de Vargas. Otros oficiales del ejército lo acusaron de tener miedo o de estar borracho, y de haber amenazado con fusilar a quien dijera que no había peleado.
Linares volvió a Famatina junto con el coronel Nicolás Barros en persecución de Varela, que huyó al otro lado del cerro de Famatina. A las pocas semanas, Varela y una pequeña división volvieron a invadir a través de la sierra de Famatina, alcanzando en el combate de la Quebrada de Medina a las tropas de Linares, que fueron derrotadas el 16 de junio; allí murió el coronel Linares, en el paraje que actualmente se conoce como "Pampa de Linares", cerca de la localidad de Medina.